# Lespedeza cyrtobuergeri
Lespedeza cyrtobuergeri är en ärtväxtart som beskrevs av Shigeo Akiyama och Hideaki Ohba. Lespedeza cyrtobuergeri ingår i släktet Lespedeza och familjen ärtväxter. Inga underarter finns listade i Catalogue of Life.